# Vander Lee
Vanderli Catarina (Belo Horizonte, 3 de março de 1966 — Belo Horizonte, 5 de agosto de 2016), mais conhecido como Vander Lee, foi um cantor e compositor brasileiro.
Sua discografia conta com nove discos, entre registros de estúdio e ao vivo. Foi autor de sucessos como "Românticos", "Iluminado" e "Esperando Aviões". Suas canções variavam desde o romântico, passando pelo samba, até a balada e rock. Suas letras falavam de acontecimentos da vida cotidiana, sempre com um lado romântico.
Gravou com grandes nomes da MPB, como Zeca Baleiro, Elza Soares, Rita Ribeiro, Emilinha Borba, Leila Pinheiro e Nando Reis.

## Biografia
Nascido em Minas Gerais, Vander Lee começou sua carreira em bares locais em meados da década de 1980. Gravou sua primeira fita demo (com 4 músicas) em 1986, e em 1987 já fazia shows com seu próprio repertório.
Com "Gente não é cor", em 1996 ficou em segundo lugar no Festival Canta Minas. Depois da premiação, o artista começou a produzir seu primeiro disco, ainda como Vanderly. Só a partir do segundo álbum passou a usar o nome Vander Lee.
Compôs a música "Estrela" que foi gravada pela cantora Maria Bethânia. Teve ainda a canção "Onde Deus Possa me Ouvir" gravada por Gal Costa.
Foi um dos indicados ao Prêmio da Música Brasileira na categoria de Melhor Cantor Popular pelo álbum #9 em 2016.

## Morte
O músico morreu em 5 de agosto de 2016, após um processo cirúrgico decorrente de um infarto, na tarde do dia anterior, enquanto fazia hidroginástica. O cantor morreu as 8h da manhã na UTI do Hospital Madre Tereza, em Belo Horizonte, após a cirurgia para a correção do infarto, sofrendo arritmia cardíaca e parada cardíaca. Vander Lee deu entrada com o quadro clínico de dissecção aguda da aorta com ruptura de coronária direita, válvula aórtica e aorta descendente. Faria 20 anos de carreira no ano de 2017.
O cantor tinha 3 filhos: Laura, Lucas e Clara, que herdaram dele o talento musical.

## Discografia
- Vander Lee (Independente, 1997)
  - Faixas: 1- Subindo a ladeira (Vander Lee) 2- Quem me dirá (Vander Lee) 3- Pra te embalar (Vander Lee) 4- Gente não é cor (Vander Lee) 5- Atriz (Vander Lee e Cláudio Campos) 6- Outra manhã (Vander Lee) 7- Injuriado (Vander Lee) 8- Contra o tempo (Vander Lee) 9- O que quiser (Vander Lee) 10- Aversão brasileira (Vander Lee)[10]

- No Balanço do Balaio (Selo Kuarup, 1999)
  - Faixas: 1- No balanço do balaio (Vander Lee) 2- Passional (Vander Lee) 3- Deus-lhe-pague-card (Vander Lee) 4- Quem me dirá (Vander Lee) 5- Tô em liquidação (Vander Lee) 6- Galo e Cruzeiro (Vander Lee) 7- Românticos (Vander Lee) 8- Neném (Vander Lee) 9- Piti (Vander Lee) 10- Fogo (Vander Lee) 11- A baiana cover (Vander Lee) 12- Truco seis (Vander Lee) 13- Quando chove (Vander Lee)[10]

- Vander Lee ao vivo (Indie Records, 2003)
  - Faixas: 1- Contra o tempo (Vander Lee) 2- Esperando aviões (Vander Lee) 3- Pra ela passar (Vander Lee) 4- Românticos (Vander Lee) 5- Aquela estrela (Vander Lee) 6- Seção 32 (Vander Lee) 7- Chazinho com biscoito (Vander Lee) 8- Onde Deus possa me ouvir (Vander Lee) 9- Alma nua (Vander Lee) 10- Sábio (Vander Lee) 11- Sonhos e pernas (Vander Lee) 12- Sambado (Vander Lee) 13- Subindo a ladeira (Vander Lee)[10]

- Naquele Verbo Agora (Indie Records, 2005)
  - Faixas: 1- Bom dia (Vander Lee) 2- Meu jardim (Vander Lee) 3- Iluminado (Vander Lee) 4- Breu (Vander Lee) 5- Teu rastro (Vander Lee) 6- Tavimatutú (Vander Lee e Cláudia Benítez) 7- Atriz (Vander Lee e Cláudio Campos) 8- Lenço e lençol (Vander Lee) 9- A Voz (Vander Lee) 10- Não tenha pressa (Vander Lee) 11- Ao meio (Vander Lee) 12- Tanto tanto (Renato Motha)[10]

- Pensei que Fosse o Céu ao vivo (Indie Records, 2006)
  - Faixas: 1- Iluminado (Vander Lee) 2- Meu jardim (Vander Lee) 3- Pensei que fosse o céu (Vander Lee) 4- Chilique (Vander Lee) 5- Passional (Vander Lee) 6- Do Brasil (Vander Lee) 7- A voz (Vander Lee) 8- Pra ser levada em conta (Vander Lee) 9- Breu (Vander Lee) 10-Galo e Cruzeiro (Vander Lee) 11- Tavimatutú (Vander Lee e Cláudia Benítez) 12- Tô em liquidação (Vander Lee) 13- No balanço do balaio (Vander Lee)[10]

- Faro (Deckdisc, 2009)
  - Faixas: 1- Eu e ela (Vander Lee) 2- Do bão (Vander Lee) 3- Farol (Vander Lee) 4- Fui (Vander Lee) 5- Ponto de luz (Vander Lee) 6- Ninguém vai tirar você de mim (Édson Ribeiro e Hélio Justo) 7- Obscuridade (Vander Lee - sobre poema de Cartola) 8- O baile dos anjos (Vander Lee) 9- Nunca não (Vander Lee) 10- Nega Nagô (Murilo Antunes) 11- Cacos (Vander Lee) 12- Desejo de flor (Vander Lee)[10]

- Sambarroco (Balaio, 2013)
  - Faixas:  1- Sambarroco (Vander Lee e Dudu Nicácio) 2- Lado bamba (Vander Lee e Thiago Delegado) 3- Boramar (Vander Lee) 4- Terno cinza (Vander Lee) 5- Estrela (Vander Lee) 6- Arlequim (Vander Lee) 7- Beleza fria (Vander Lee) 8- Pimenta Malagueta (Vander Lee) 9- Vai assombrar porco (Vander Lee) 10- Sambado (Vander Lee)[10]

- Loa (Balaio, 2014)
  - Faixas: 1- Saudade do infinito (Vander Lee) 2- Procissão de um homem só (Vander Lee) 3- Sempre cedo (Vander Lee) 4- Tu (Vander Lee) 5- ABC (Vander Lee) 6- Vinho (faixa instrumental - Vander Lee) 7- Retrato da vida (Djavan e Dominguinhos) 8- Prece preciosa (Vander Lee) 9- Menino (Vander Lee) 10- Seu rei (Vander Lee) 11- Siga em paz (Vander Lee) 12- A vida é bela (Vander Lee)[10]

- 9 (Balaio, 2015)
  - Faixas: 1- Minha criança (Vander Lee) 2- Seu nome (Vander Lee) 3- O Cão feliz e o bem-te-vi (Vander Lee) 4- Pensei que fosse o céu (Vander Lee) 5- Nada por nada (Vander Lee) 6- Mais um barco (Vander Lee) 7- Idos janeiros (Vander Lee e Flávio Venturini) 8- Esperando aviões (Vander Lee) 9- Pra ser levada em conta (Vander Lee) 10- Onde Deus possa me ouvir (Vander Lee) 11- Alma nua (Vander Lee) 12- Deveras (Vander Lee)[10]

- Vander Lee 20 anos - Ao Vivo (Balaio, 2017)[11]
  - Faixas: 1- Minhas criança (Vander Lee) 2- Seu rei (Vander Lee) 3- Estrela (Vander Lee) 4- Boramar (Vander Lee) 5- Mais um barco (Vander Lee) 6- Desejo de flor (Vander Lee) 7- Nada por nada (Vander Lee) 8- Seu nome (Vander Lee) 9- Siga em paz (Vander Lee) 10- Prece preciosa (Vander Lee) 11- Onde Deus possa me ouvir (Vander Lee) 12- Esperando aviões (Vander Lee)[10]

## DVDs
- Pensei que Fosse o Céu ao vivo (Indie Records, 2006)
- Entre (Independente, 2006)